# Estación de Ferradosa
La Estación Ferroviaria de Ferradosa es una antigua plataforma ferroviaria de la Línea del Duero, que servía a la localidad de Ferradosa, en el ayuntamiento de São João da Pesqueira, en Portugal; dejó de ser utilizada cuando el trazado de la línea férrea fue alterado, debido a la construcción de la Presa de Valeira, siendo substituida por el Apeadero de Ferradosa.

## Historia
Esta estación se situaba en el tramo de la Línea del Duero entre Túa y Pocinho, que abrió a la explotación el 10 de enero de 1887.